# A4-es autópálya (Szlovénia)
Az A4-es autópálya (szlovénül: Avtocesta A4) egy autópálya Szlovéniában. Az autópálya 33,7 km hosszúnak lett tervezve, amely összeköttetést biztosít Maribor és a horvát határ,  Gruškovje között. 
A tartomány két nagy városát is érinti egyben, azaz Maribort és Ptujt. Nagyobb városok az autópálya mentén: Maribor, Ptuj, Hajdina. Az autópályát 2009-ben kezdték el építeni, mely még ma is tart. Fontos út részét képzi majd, hiszen ez lesz a legrövidebb összeköttetés pl. Zágráb és több nagyobb európai nagyváros pl. Graz vagy éppen Bécs között is. Az építkezések 2007-ben kezdődtek és a tervek szerint 2018-ra készül el a teljes szakasz.
Az A4 három részből áll:
- Slivnica (Maribor) – Draženci (Ptuj): 2009. július 16-án nyitották meg.
- Draženci - Gruškovje, ahol a meglévő autópályán folytatódna. Párhuzamosan az építkezésekkel a helyi utak felújítása is zajlik. 2011–2012-ben elfogadták a projekteket és kibővítették a rendelkezésre álló építkezési területeket. 
  - Draženci - Podlehnik: 2017. november 22-én nyitották meg.
  - A Podlehnik - Gruškovje szakasz építkezései 2016-ban kezdődtek meg és várhatóan 2018 őszére fejeződik be.
- A horvát határon (Gruškovje) már 2003 tavaszán megépült a határátkelő, amely a jövőben megépülő autópálya végének számít. Ez számított anno az egyik követelménynek, hogy Szlovénia beléphessen 2007 decemberében a schengeni övezetbe. 2009-ben egy 0,56 km-es szakasz került átadásra a határátkelőnél, amellyel így összeköttetésbe került a horvát autópálya hálózattal Maceljnél.

## Európai útszámozás
| Szám | Útvonal                                 |
| ---- | --------------------------------------- |
|      | Maribor (Razcep Slivnica) - Gruškovje / |